# Pabwehshi
Pabwehshi – rodzaj krokodylomorfa z rodziny Baurusuchidae żyjącego w późnej kredzie na terenach współczesnego subkontynentu indyjskiego. Został opisany w 2001 roku przez Jeffreya Wilsona i współpracowników w oparciu o dobrze zachowaną przednią część pyska z zachowanymi zębami szczęki i żuchwy (GSP-UM 2000). Do Pabwehshi autorzy przypisali również niekompletną gałąź żuchwy, odpowiadającą holotypowi rozmiarami, liczbą zębów i ogólnym kształtem. Skamieniałości te odkryto w datowanych na mastrycht osadach formacji Pab, w okolicach wioski Vitakri na wschodzie pakistańskiego Beludżystanu. Są one pierwszymi diagnostycznymi szczątkami kredowego krokodylomorfa odkrytymi na subkontynencie indyjskim.
Pabwehshi był średniej wielkości krokodylomorfem. Z rodzajem Baurusuchus łączą go zredukowana przednia część pyska, w której znajdują się jedynie trzy zęby przedszczękowe, spośród których trzeci jest znacznie powiększony, zredukowany pierwszy ząb kości szczękowej, położony wzdłuż tylnej granicy szczerby przedszczękowo-szczękowej, oraz powiększony, przypominający kieł drugi ząb kości szczękowej. Wszystkie zachowane korony zębów są wydłużone i poprzecznie spłaszczone, z piłkowaniami na przedniej i tylnej krawędzi. Są nieco asymetryczne – przednia krawędź jest prostsza i krótsza niż tylna.
Na podstawie cech pyska i uzębienia Wilson i współpracownicy zasugerowali, że Pabwehshi należy do rodziny Baurusuchidae, obejmującej wówczas rodzaje Baurusuchus i Cynodontosuchus. Według analizy filogenetycznej przeprowadzonej przez Larssona i Suesa (2007) Pabwehshi nie należy do Baurusuchidae, lecz do kladu Sebecia, obejmującego również m.in. rodzinę Peirosauridae. Hipotezę o przynależności Pabwehshi do Baurusuchidae wsparły jednak analizy Nascimento oraz Turnera i Calvo. Nascimento i Zaher (2010) zasugerowali, że podobnie jak inne Baurusuchidae Pabwehshi był prawdopodobnie kursorialnym (biegającym) krokodylomorfem.
Nazwa Pabwehshi pochodzi od formacji Pab oraz słowa wehshi, oznaczającego w języku urdu „bestię”. Nazwa gatunkowa gatunku typowego, pakistanensis, odnosi się do kraju, w którym odkryto holotyp.